# Urán-235
Az urán-235, jelöléssel 235U az urán egyik izotópja, a természetes uránban csak 0,72%-ban fordul elő, ezért a reaktorokban dúsított uránt használnak. A jóval nagyobb részarányú 238U-cal ellentétben hasítható, azaz nukleáris láncreakció fenntartására képes – az egyetlen hasítható izotóp, mely primordiális nuklid vagy még jelentős mennyiségben előfordul a természetben.
Felezési ideje 703,8 millió év, ezért 97%-a mára már elbomlott.  1935-ben fedezte fel Arthur Jeffrey Dempster. Teljes (hasadási) effektív hatáskeresztmetszete lassú termikus neutronokra körülbelül 504,81 barn, gyors neutronokra nagyságrendileg 1 barn. Az elnyelt neutronok nagy többsége, de nem mind okoz hasadást, néhány esetben a befogás révén 236U keletkezik.

## Bányászás és előállítás

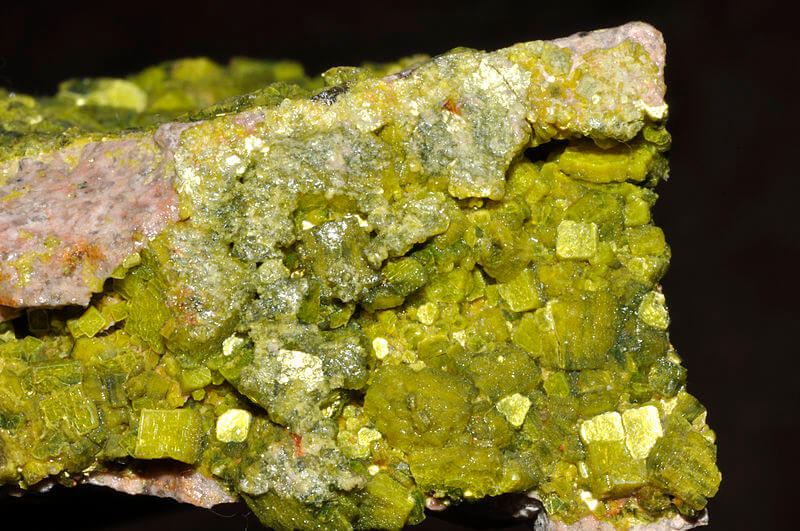

Az urán, mint kémiai elem több száz féle ásványban található a földkéregben. Leginkább savas kémhatású kőzetekben található. Átlagos előfordulási gyakorisága 2-3 gr/tonna. Kitermelni viszont csak olyan kőzetből szokták, ahol az U3O8 koncentrációja legalább 1–10 kg/tonna. Az uránérc a Föld számos pontján előfordul a kitermeléshez szükséges koncentrációban. A legnagyobb termelő országok Kanada, Ausztrália, Nigéria, Kazahsztán, Oroszország.
A kibányászott ércet helyben először őrlik, majd urán koncentrátummá - sárga lepény, yellow cake - alakítják. A fűtőelem ciklus következő lépése az urán-oxid átalakítása urán-hexafluoriddá, UF6. Az átalakítás a dúsítás miatt szükséges, mert az urán-hexaflourid viszonylag könnyen gázosítható és az urán dúsítása - U-235 izotóp koncentrációjának növelése - csak gázhalmazállapotban lehetséges. Az urán dúsítására alkalmazott eljárások a gázdiffúzió, a gázcentrifugálás és a gázfúvókás szeparáció.

## Hasadása

Az urán-235 maghasadása

Az urán-235 hasadásakor lejátszódó reakció

Egyetlen atomnyi 235U bomlása 202,5 MeV, azaz 3,24·10−11 J energiát szabadít fel, ez másként 19,54 TJ/mol vagy 83,14 TJ/kg. Ha 235U izotópokat neutronokkal bombáznak, számos hasadási reakció játszódhat le, ezek egyike:
10n + 23592U → 14156Ba + 9236Kr + 3 10n
Nehézvizes atomreaktorokban és néhány grafitmoderátoros reaktorban dúsítatlan urán is használható, de könnyűvizes reaktorokban – a könnyűvíz neutronelnyelése miatt – kis dúsítású uránt kell használni. Az urándúsítás eltávolítja az 238U izotóp egy részét, ezzel megnő az 235U részaránya. Az erősen dúsított uránban az 235U kb. 90%-ban van jelen, ezt nukleáris fegyverekben használják. Ha az 235U által kibocsátott (legalább egy) neutron eltalál egy másik magot és azt felhasítja, a láncreakció folytatódik. Ha a láncreakció önfenntartó, akkor a rendszert kritikusnak (kritikus állapotban lévőnek) nevezzük, az ehhez szükséges urán mennyisége a kritikus tömeg. Önfenntartó láncreakció elérhető kis 235U koncentráció mellett is, ha a hasadás során keletkező neutronokat – moderátor segítségével – lelassítják, mert a lassabb neutronok nagyobb valószínűséggel okoznak maghasadást. A nukleáris láncreakcióban rendkívül erősen radioaktív hasadványok keletkeznek, ezek radioaktív bomlásuk révén további energiát termelnek. Némelyikük neutronokat is bocsát ki – ezeket késleltetett neutronoknak hívjuk –, melyek szintén hozzájárulnak a láncreakcióhoz. Atomreaktorokban a láncreakciót bór, kadmium vagy hafnium tartalmú szabályzórudakkal lassítják le, ezen elemek képesek elnyelni a neutronok nagy részét. Az atombombákban a láncreakció kontrollálatlanul megy végbe, így a hirtelen felszabaduló hatalmas energia atomrobbanást idéz elő.

### Nukleáris fegyverek
A Little Boy, a Hiroshimára 1945. augusztus 6-án ledobott atombomba erősen dúsított uránt tartalmazott. Az U-235 kritikus tömege 56 kg, ami egy 17,32 cm átmérőjű urángömb. A robbanófej speciális kialakításával a láncreakció beindulásához szükséges hasadóanyag mennyisége csökkenthető.  Az uránnak legalább 85%-a 235U kell legyen (fegyver minőségű urán), bár kezdetleges, nem túl hatásos fegyverhez 20%-os dúsítású is elegendő (fegyverben használható). Akár kisebb dúsítású urán is használható fegyverben, de ilyen esetben a szükséges kritikus tömeg rohamosan nő.

## Fordítás
Ez a szócikk részben vagy egészben  az   Uranium-235 című angol Wikipédia-szócikk ezen változatának fordításán alapul.  Az eredeti cikk szerkesztőit annak laptörténete sorolja fel. Ez a jelzés csupán a megfogalmazás eredetét és a szerzői jogokat jelzi, nem szolgál a cikkben szereplő információk forrásmegjelöléseként.